# Pestis
A pestis a Yersinia pestis nevű baktérium által okozott fertőző betegség. Az 1894-ig gyógyíthatatlannak számító fertőzés kórokozóját a svájci Alexandre Yersin, a Pasteur Intézet mikrobiológusa hongkongi kiküldetése idején fedezte fel. Főként a keleti patkánybolháról (Xenopsylla cheopis) kerülhet át emberre (Paul-Louis Simond jegyezte le elsőként a fertőzés útját, a pestisbacillus–patkány–bolha–ember láncolatot), de a kór cseppfertőzéssel is terjed. Miután a bőr oxigénfelvételében zavar keletkezik, a bőr gyakran sötétkék színt kap (innen ered a „fekete halál” kifejezés).
Kutatások szerint az egymást követő hullámokban kitört pestisjárványokat okozó kórokozókat egy Közép- és Belső-Ázsiában honos rágcsáló, az óriás versenyegér (Rhombomys opimus) és a selyemút mentén közlekedő karavánok juttatták el Európába.
A pestis Magyarországon az NNGYK-nak jelentendő betegség. Nemzetközi szinten a WHO regisztrálja és koordinálja a fertőző megbetegedések kezelését – így a pestisét is.
Főbb formái a bubópestis (mirigypestis), a szeptikémiás pestis és a tüdőpestis.
Régi magyar neve a csoma vagy csuma. A szó eredete tisztázatlan, lehetséges az ómagyar csima (= csomó), illetve a talán a török eredetű çuma szóból származó román ciuma is. A 'csomó' jelentésű változat a nyirokcsomók megduzzadásával hozható összefüggésbe.
Kirgizül, oroszul és ukránul a pestis чума, amit magyarul csumának ejtünk.

## Kórokozója

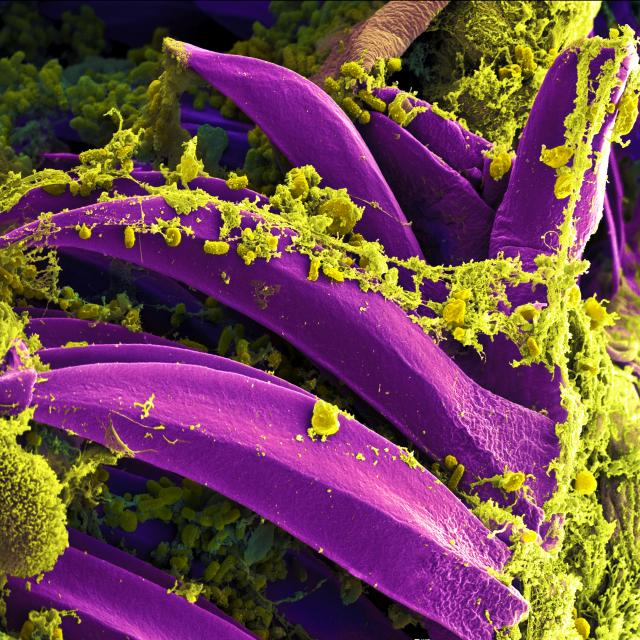
Pásztázó elektronmikroszkópos felvétel egy Xenopsylla cheopis bolhán lévő Yersinia pestis baktériumokról

A pestis kórokozója az emberre viszonylag ártalmatlan Yersinia pseudotuberculosisból mutálódott Yersinia pestis bacilus, pálcika alakú baktérium. Ez a mutáns nagyon alkalmazkodóképes, és eddig sok változatát írták le.

## Elterjedése
A pestis elterjedési területét a köztes gazdák határozzák meg. Ahol ezek megjelennek, ott a betegség is felbukkanhat. A járvány kitöréséhez több tényező összejátszása szükséges, így a baktériumok rezisztencája, a higiénia elhanyagolása, és a helyi köztes gazdák jelenléte.

## A fertőzés terjedése

### Bolhák
A bubópestis akkor alakul ki, ha az embert fertőzött bolha csípi meg. Általában a lágyéki nyirokcsomók jellegzetes elváltozásával, megnagyobbodásával (bubó) jár. Ezen nyirokcsomókból a véráramba kerülve vérmérgezést (szeptikémiát) okoz.

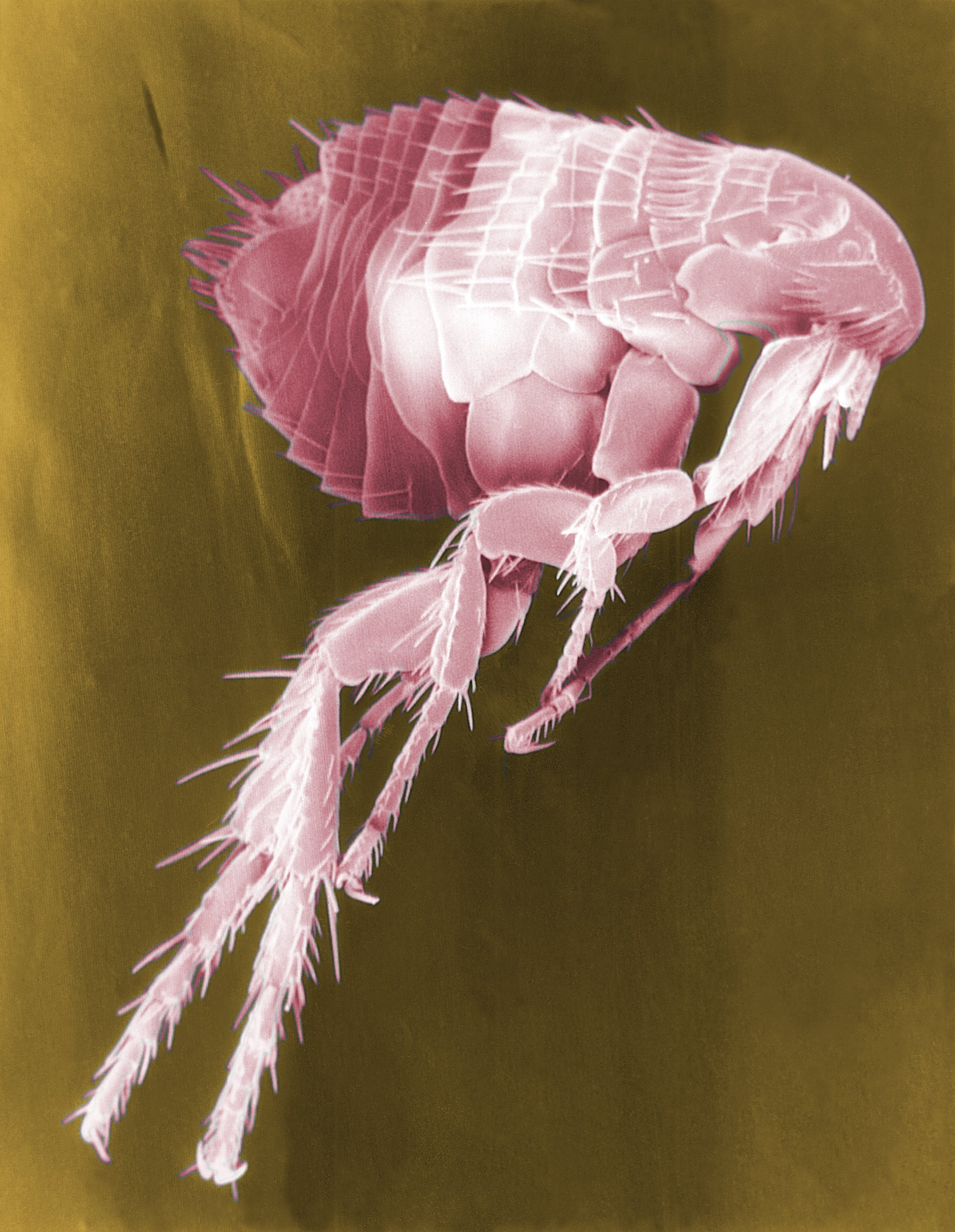
Pásztázó elektronmikroszkóp képe egy bolháról, 1898-ban a francia Paul-Louis Simond jegyezte le elsőként a fertőzés útját. Indiában felfedezte, hogy a házi patkányon élő keleti patkánybolhák (Xenopsylla cheopis) hozzájárulnak a pestis terjedéséhez és a patkány–bolha–ember-pestisbaktérium a fertőzés láncolata

A fertőzés leggyakoribb terjesztője a patkánybolha, de más fajok is megfertőződhetnek. A Xenopsylla-fajok utáni második helyet a Nosopsyllus fasciatus foglalja el. Az ember- a kutya- és a macskabolhák ritkán viszik át a betegséget, mivel náluk a baktériumok nem tömítik el a garatot.
Fontos tényező még, hogy egy bolha egy harapással hány baktériumot juttat a sebbe. Ole Jørgen Benedictow becslései szerint ez a szám 25 000, de a technika fejlődésével később kimutathatóvá vált, hogy akár 100 ezer is lehet. A Mexikóban és Coloradóban végzett kutatások szerint a bolhák mikrokörnyezete is fontos: a gazdaállatok által elfogott és elásott példányokban nagyobb volt a baktériumok koncentrációja, mint a gazdaállat bundájában élőknek. A földről összegyűjtött bolhák nem voltak mind fertőzöttek, de amelyek igen, azokban elég baktérium volt a blokád kialakulásához. A gazdaállatok bundájából gyűjtött bolhák nagyobb arányban voltak fertőzöttek, de közülük csak minden ötvenedikben alakult ki a blokád.
Pollitzer és Meyer szerint nincs különbség a fészekben és a gazdaállatokon élő bolhák között. Ebben az összefüggésben az X. cheopis és közeli rokonainak valamint a Nosopsyllus fasciatus életmódjának különbözőségét is vizsgálták. A cheopis gyakran és sokat csíp, gyakran váltja gazdáit, míg a fasciatus tovább bírja az éhezést, és ritkábban keres új gazdát. Pollitzer és Meyer szerint azonban az igazi különbséget az élőhely jelenti: a cheopis a trópusok, a fasciatus a hidegebb vidékek lakója.
Amikor egy egészséges bolha megcsíp egy fertőzött állatot, a szívott vérrel együtt a kórokozók is bélrendszerébe kerülnek. Ott a Yersinia pestis baktériumok megtelepednek a bélfalon, illetve az állat garatjában. A garat felszínén elszaporodó baktériumok biofilmet képeznek, és a baktériumtömeg végül részlegesen vagy teljesen elzárja a garat lumenét, így a bolha képtelen lesz a továbbiakban táplálkozni. Az éhség csípésre kényszeríti az állatot, amely táplálkozás közben beleöklendezi a garatjában lévő baktériumokat a megcsípett élőlény vérkeringésébe. A kórokozó a szervezet antigénprezentáló sejtjeiben szaporodik, és pusztítja őket, így téve tönkre az immunrendszert.
A tüdőpestist a cseppfertőzés útján a szervezetbe jutó baktérium okozza, tehát emberről emberre terjed.

### Melegvérű állatok
A pestis nem korlátozódik a patkányokra; több mint 200 faj érintett, közöttük a kutyák és a macskák is, de a fő terjesztők a patkányok. A házi egeret több járvány idején is kapcsolatba hozták a pestissel, de az egerek alárendelt szerepet játszanak a betegség terjedésében, ugyanis vérükben alacsony marad a baktériumok koncentrációja, és bolhája, a Leptopsylla segnis szintén rossz közvetítő. Ennek oka, hogy nem nagyon veszi fel a baktériumokat, és hogy túlságosan is kötődik az egérhez mint gazdaállathoz.
A házi és a vándorpatkányok szerepét azonban megerősítették a bombayi 1905-ös pestis alatt végzett vizsgálatok. Megfigyelték, hogy először a vándorpatkányok fertőződtek meg, tíz nap múlva a házi patkányok, és ezt követte egy hónap múlva az emberi halandóság tetőzése. 1910-ben Ipswich közelében többen is pestisben haltak meg, amit bakteriológiai vizsgálatok is megerősítettek. Ezután elfogtak 568 patkányt, melyek közül 17-ben kimutatták a pestist. Mindegyikük vándorpatkány volt. Azonban az 1898-as indiai és az 1998-as madagaszkári pestisben a házi patkányok voltak a fő közvetítők.
A bolhák csak élő állaton maradnak meg. Ha a gazdaállat elpusztul, akkor új gazdát keresnek.

## Kialakulása
Ha fertőzéskor elég baktérium jutott az áldozatba úgy, hogy az immunrendszer nem tudta legyőzni őket, akkor a betegség vérmérgezéssel kezdődik. Ezt a hatást az elpusztult baktériumokból kiszabaduló toxinok váltják ki. A vese és a máj igyekszik megtisztítani a szervezetet, de a mérgek ezekre a szervekre még inkább hatnak, a sejtek elhalását okozva. A végén a beteg toxikus sokkot szenved el.

## Lefolyása
A pestis fő formái: a bubópestis, a szeptikémiás pestis (amikor a véráramban terjednek szét a kórokozók) és a tüdőpestis. Emellett jelentkezhet enyhe tünetekkel, vagy okozhat agyhártyagyulladást. A főbb formák átalakulhatnak egymásba; a betegség kezdődhet bubópestissel, amit szeptikémiás pestis, végül tüdőpestis követhet. A leggyakoribb formák a bubópestis és a tüdőpestis.

### Bubópestis
A bubópestis vagy mirigyláz a pestis leggyakoribb formája.
A fertőzés rendszerint egy patkánybolha csípése miatt következik be, amely a baktériumokat köztes gazdaként hordozza. A baktériumok ezzel egy addig egészséges gazdába jutnak be, miután a bolhában már felszaporodtak.
A lappangási idő néhány órától egy hétig terjed. Tünetei: orrvérzés, bizonytalan járás, láz, fejfájás és végtagi fájdalmak, erős betegségérzés, tompaság, nyugtalanság, leállíthatatlan halandzsázás, fényérzékenység, tudatzavar. A középkori forrásokban, itáliai városban lakók írják például, hogy a betegek önkívületi állapotban meztelenre vetkőztek, és úgy járkáltak az utcákon. A nyirokcsomók megduzzadnak, fájdalmas csomók alakulnak ki, melyek akár tíz centiméter átmérőjűek is lehetnek. A nyirokcsomó bevérzései miatt kékes-feketés színűek, és előbb-utóbb kicsattannak. A kétnapos első lázhullám után a második már legtöbb esetben halálos. Ha valaki kibírta a hullámokat, és a gennyes csomók kifakadtak, akár túl is élhette. A bubópestises betegeket könnyű felismerni, mivel a testüket sötét színű, különböző nagyságú duzzanatok csúfítják el. A halálozási arányszám 50–80%-os volt.[pontosabban?]

### Szeptikémiás pestis
A szeptikémiás pestis a baktériumok vérbe jutásával kezdődik. A baktériumok jöhetnek kívülről, nyílt sebeken keresztül, vagy lehet a másik két típus szövődménye is. A kórokozók testszerte elterjednek a vérárammal. Tünetei: magas láz, hidegrázás, fejfájás, általános rossz közérzet, később bevérzések a bőrben és a belső szervekben. Kezelés nélkül a tünetek megjelenése után 36 órán belül halálos, de antibiotikumokkal ez a forma is túlélhető.

### Tüdőpestis
A tüdőpestis napjainkban igen ritka, ezért nem nagyon kutatható, így keveset tudunk róla. Terjedése speciális, mivel cseppfertőzéssel terjed az influenzához hasonlóan. Ezen az úton a pestis fertőzőképessége jóval kisebb, mint az influenzáé, ezért ritkán alakulnak ki tüdőpestises járványok. Ehhez hozzájárul, hogy a pestissel fertőzötteknek csak kisebb részében alakul ki tüdőpestis. Állatoktól is el lehet kapni, de közülük inkább a házi kedvencektől, amelyek könnyen közel kerülnek az emberhez. Amerikában a 2000-es évek elején a legtöbb beteg fertőzött macskától kapta el. A fertőzéshez a kritikus távolság 30 cm, mivel az influenzavírusokkal ellentétben a pestisbaktériumok hamar elhalnak a levegőben. A téli, hidegebb időszakra jellemző. A lappangási idő 1-3 nap, ami után kezelés nélkül többnyire gyors halál következik; a halandóság 95%. A halált fulladás okozza, mivel a baktériumok megbetegítik az idegrendszert is.
A 20. század elején feljegyeztek járványokat, amelyek fertőzött utazók miatt törtek ki Mandzsúriában. Ehhez hozzájárult a hűvös idő. Az 1910–11-es járvány szeptembertől áprilisig a fő utazási vonalakat követte 2700 kilométeren át. Több mint 60 ezren haltak bele.
Wu Lien-Teh összefüggést fedezett fel egy ugróegérféle állat vadászata és a fertőzés terjedése között. Az állat értékes bundájának ára megnégyszereződött a járvány előtti időszakban. Mai tapasztalataink azt mutatják, hogy a tüdőpestis a rágcsálók megbetegedése után jelentkezik. A rágcsálók bubópestise és az ember tüdőpestise közötti összefüggés jól dokumentált.
Ha a beteg cseppfertőzéssel kapta el, akkor a tüdőpestis elsődleges, ha a baktériumok a vérárammal kerültek a tüdőbe, akkor másodlagos. A tüdőpestis gyorsabban zajlik le, hiszen a baktériumok a nyirokcsomókat elkerülve a tüdőbe jutnak. Nagyon magas lázzal, légszomjjal, köhögéssel, kékre színeződő ajkakkal kezdődik, majd a beteg kék-fekete köpetet köhög fel, igen fájdalmasan. Ezután tüdőödéma lép fel, végül összeomlik a keringés, és kezelés nélkül 2-5 nap után beáll a halál.

### Enyhe tünetekkel járó pestis
A pestisnek létezik egy enyhe lefolyású változata, amely enyhe lázzal és a nyirokcsomók duzzanatával jár. A fertőzés alatt és után képződött antitestek egész életre szóló védettséget adnak a betegséggel szemben.

## Felismerése
A pestis felismerhető a vér, a váladék és köpet vizsgálatával. Antitestek a tizedik naptól kezdve mutathatók ki.
A gyenge, vagy nem specifikus tünetek bakteriológiai vizsgálatot igényelnek. Itt néha még a DNS elemzésére is szükség van. A betegséget amerikai vizsgálatok szerint összetévesztették már vakbél- és agyhártyagyulladással, sztreptokokkusz-fertőzéssel is.

## Kezelése
A pestisgyanús emberen az orvos azonnal elkezdi az antibiotikumos kezelést. Tüdőpestis és a szeptikémiás forma esetén egy napon belül el kell kezdeni. Az azonnali kezelés a halálozás esélyeit 5% alá csökkenti. A kezelésekhez számos antibiotikum (leggyakrabban sztreptomicin, klóramfenikol, tetraciklin) áll rendelkezésre. A tüdőpestiseseket el kell különíteni, a velük kapcsolatba került személyeket ki kell vizsgálni.

## Megelőzése
Megelőzése a higiénia javításán, a rágcsálók ellenőrzésén és a bolhacsípés elleni védekezésen alapul.
Védőoltás létezik, de csak három-hat hónapig ad védelmet, és csak a bubópestis ellen véd, tüdőpestis ellen nem. A WHO csak a rizikócsoportoknak, földműveseknek, vadászoknak, földmunkásoknak ajánlja azokon a területeken, ahol jelentősebb számú fertőzött rágcsálópopuláció él.
A pestis elleni legrégibb jól bevált védekezési mód a karantén. Már a középkorban is alkalmazták; először a fejlettebb városokban, például a Velencei Köztársaságban. A karantén szó eredetileg negyven napot jelent, ugyanis eredetileg negyven napig tartották, hogy akik még nem betegedtek meg, azok ne fertőződhessenek meg. Ez azt jelentette, hogy lezárták a várost, illetve a fertőzöttek otthonát.

## Története

Az 1347–51-es pestisjárvány terjedése Európában

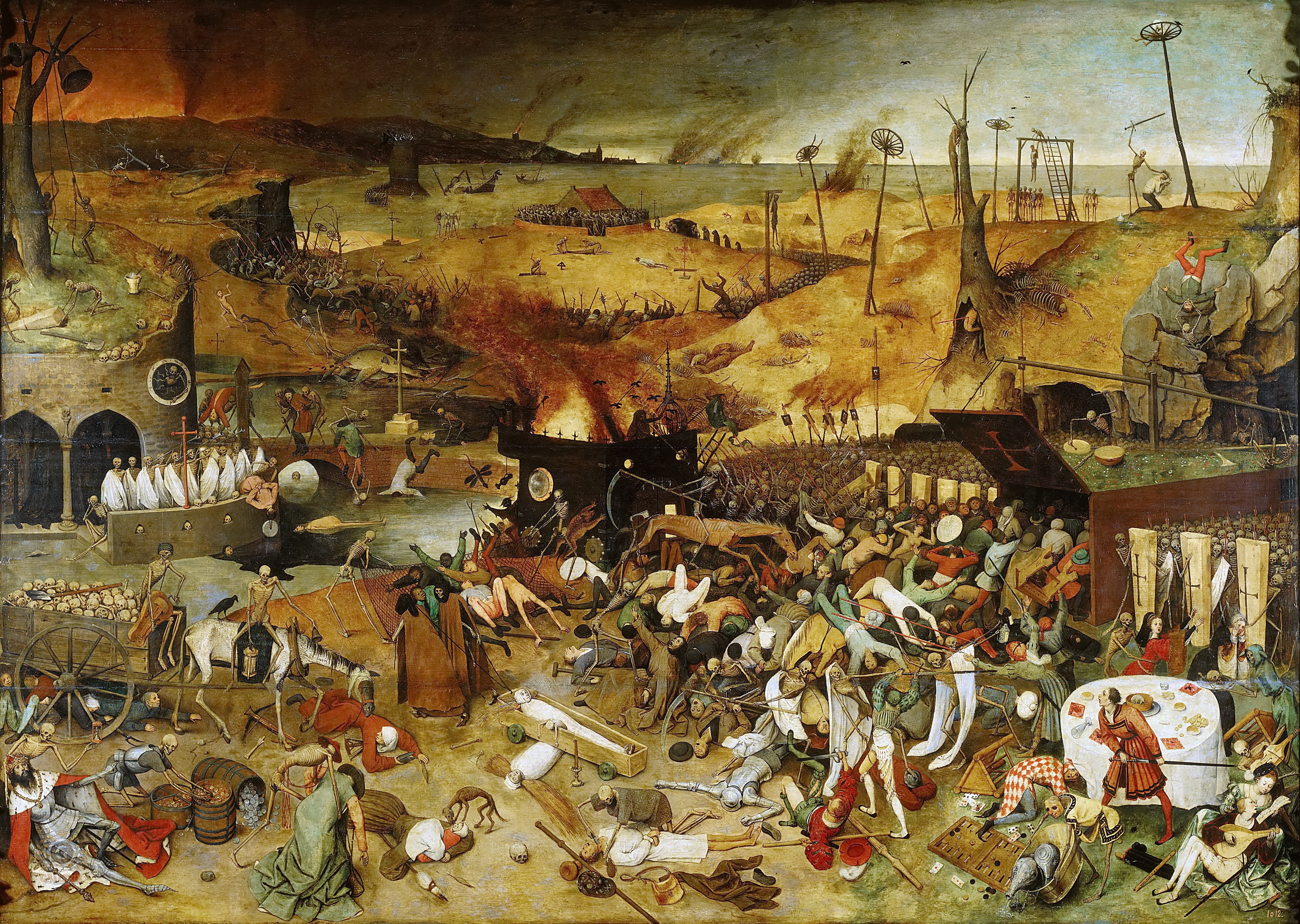
Idősebb Pieter Brueghel: A halál diadala (1562 körül)

Prokopiosz bizánci történetíró arról számolt be, hogy 541–42-ben szörnyű dögvész pusztított Konstantinápolyban, a iusztinianoszi pestisjárványban, amely az akkor uralkodó I. Iusztinianosz bizánci császárról kapta a nevét, naponta mintegy 10 000 ember halálozott el, és 541 ősze és 542 tavasza között 200 ezer fő volt a járványban elhaltak száma, ami az akkori Bizánc lakosságának mintegy 40 százaléka lehetett.

„Legtöbbször a betegség anélkül támadta meg az embereket, hogy azok felismerték volna mi is történik, akár egy vízió vagy egy álom. A betegség lefolyása a következő volt: először a betegnek hirtelen magas láza lett, néha rögtön a felkelés után, máskor minden előzmény nélkül. A beteg testének színe nem változott, és tapintásra sem érződött melegebbnek, mint ahogy az láz esetén megszokott, nem volt semmilyen gyulladásra utaló nyom. A láz erőtlenséget/gyengeséget okozott, de estére sem maga a beteg, sem a kezelő orvosa nem gyanakodott semmi veszélyre. Ezért senki, aki elkapta a betegséget nem gondolt arra, hogy meg fog halni. Néhány esetben még aznap, máskor a következő napo[ko]n nemcsak az ágyék táján, a has alatt, hanem a hónaljakban, néha a fülek mellett, a comb különböző pontjain megjelentek a nagy duzzanatok vagy bubók.”

–  Prokopiosz: A háborúk története I. Solti Judit fordítása

Európában az első nagy pestisjárvány 540 után dúlt, miután egy kb. 535-ben bekövetkezett globális éghajlatváltozás miatt a pestisbaktériummal fertőzött rágcsálók Kelet-Afrikából északra vándoroltak. Róma városát is elérte a pestisjárvány. Ennek a járványnak esett áldozatául II. Pelágiusz pápa is 590. február 7-én.

### A fekete halál

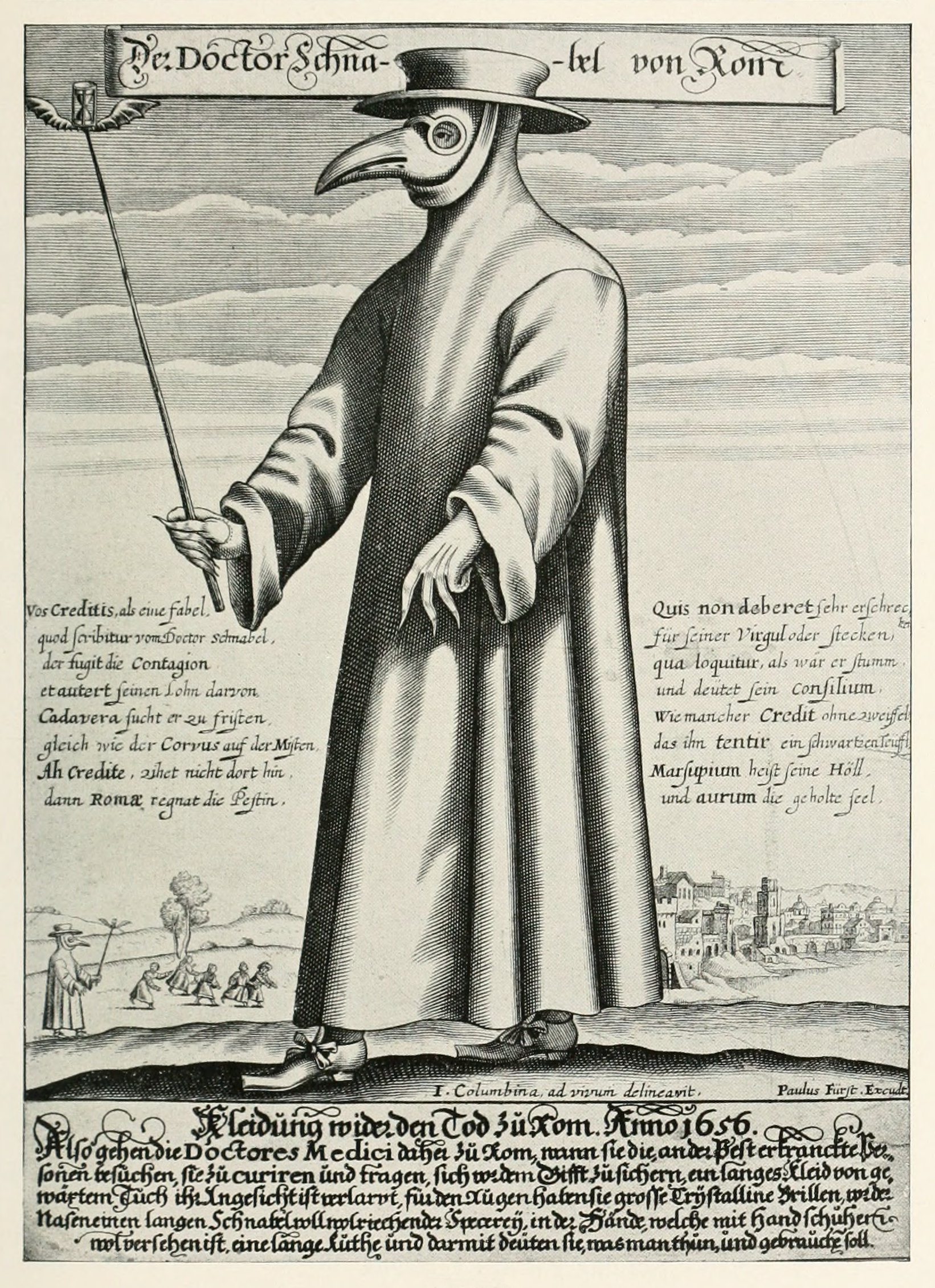
„Der Doktor Schnabel von Rom” – Doktorcsőr Rómából (Paul Fürst metszete). A pestisdoktor könnyen lemosható köpönyeget, kalapot és kesztyűt viselt, az arcát hosszú, csőrszerű maszk fedte – benne illatszerek, gyógynövények, erős fűszerek – szemeit kristályüvegből készült szemüveg óvta. Kezében pálcát tartott, hogy még véletlenül se érjen hozzá a betegekhez. Úgy gondolták, ez megvéd a fekete haláltól

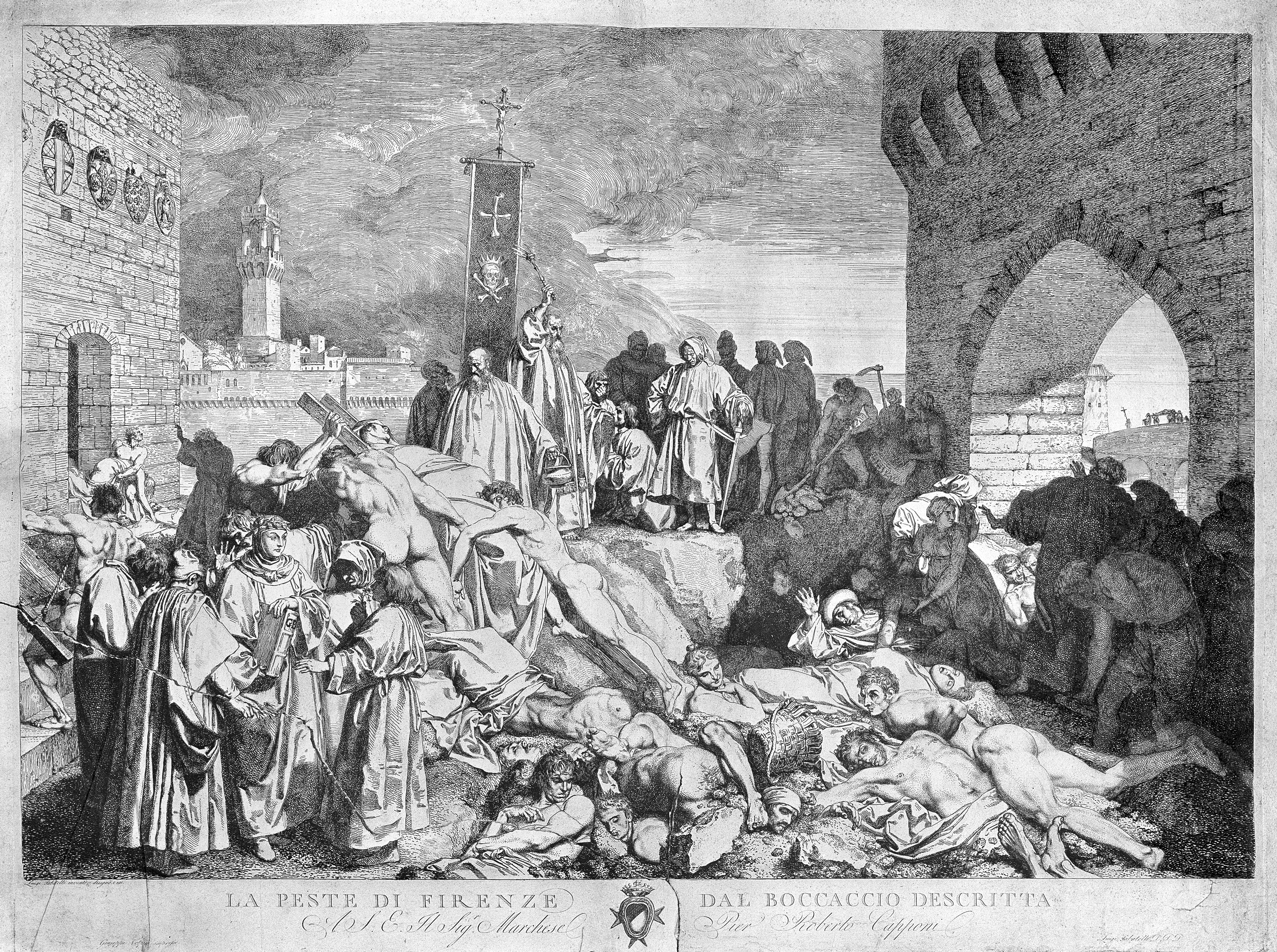
Luigi Sabatelli: A pestis Firenzében 1348-ban, illusztráció

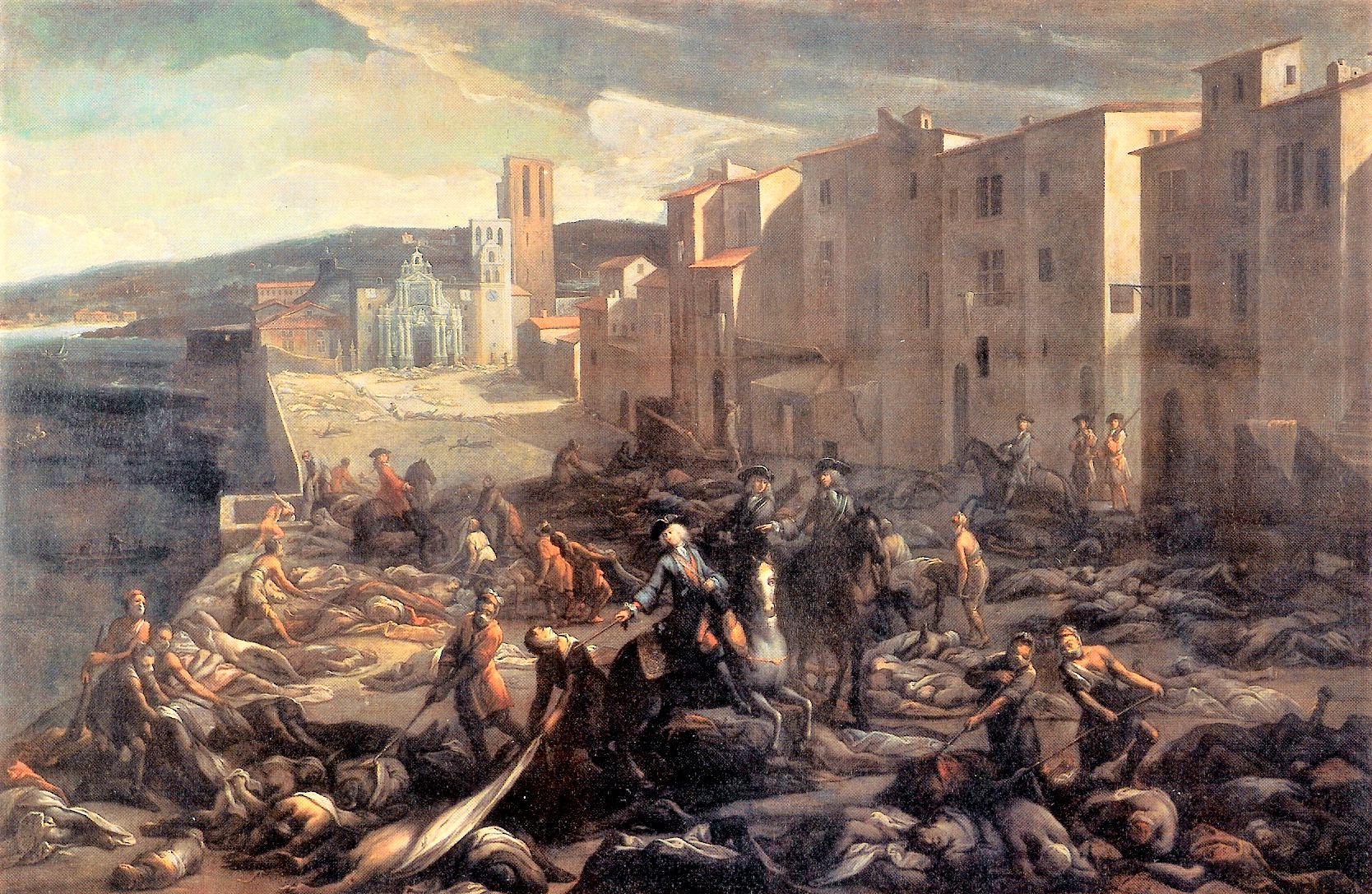
Michel Serres: Pestisjárvány Marseille-ben, 1720

A járvány a 14. században újból kitört Európában, kisebb-nagyobb hullámai még a 17. században is pusztítottak. Az európai lakosság egyharmada-fele pusztult el ez idő alatt.
A legnagyobb európai pestisjárvány 1347–53 között zajlott, miután 1346-ban a genovaiak Krím-félszigeten található Kaffa (ma: Feodoszija) erődjébe az ostromló kipcsakok – egyfajta biológiai fegyverként – katapultjaikkal számos, pestisben meghalt ostromló katona tetemét lőtték be. A járvány megjelent a városban is, ahol több ezer genovai polgár tartózkodott. A járvány miatt a lakosság hajókon menekült el Kaffából, így a pestis eljutott Konstantinápolyba, majd Velencébe, Messinába, Genovába és Marseille-be, majd onnan terjedt az európai kontinens belsejébe, illetve a tuniszi kikötő révén Észak-Afrikába.
A kirobbant pestisjárvány kísérőjelenségei közé tartozott a flagellánsok (önostorozó szekta) megjelenése is.
A pestis elterjedésének oka az volt, hogy a főbb kereskedelmi útvonalakon árukat szállító kereskedők hajói patkányokat (és bolhákat) rejtettek. Ezek a szárazföldre jutva megfertőzték a háziállatokat és az embereket is. A fertőzöttek nagy része pár napon belül meghalt, de voltak, akik csodával határos módon túlélték a pestist. Ők örökre védettséget szereztek, mások viszont eleve immunisak voltak a fertőzésre.
Az orvostudomány fejletlensége miatt abban a korban még nem tudtak védekezni, bár arra viszonylag gyorsan rájöttek, hogy veszélyesen ragályos. A fejlettebb európai városokban (Velencei Köztársaság) ezért később már lezárták a várost, illetve a fertőzöttek otthonát (karantén), de a legtöbb helyen a pestis ellen kevéssé hatékony természetes gyógymódokat (füstölés, gyógyfüvek, kenőcsök stb.), illetve az egyház által javasolt érvágást, böjtölést és bűnbánatot ajánlották.

### A pestis Magyarországon
A 14. és a 15. században gyakran fordultak elő az ország területén az 1349-esnél kisebb járványok, melyekkel szemben a kor orvostudománya tehetetlen volt. A pestis elől legfeljebb elmenekülni, gyéren lakott vidékekre vonulni lehetett. A pestisjárvány enyhébb volt, mint a nyugat-európai országokban, ugyanis a régészeti leletek alapján és a feltételezések szerint az akkori csontmaradványok arról tanúskodnak, hogy a pestisfertőzésben elpusztultak zömmel az "A" vércsoporthoz tartoztak. A Magyar Királyság területén élő lakosok inkább a "B" vércsoporthoz tartoztak, ami a pestissel szemben nagyobb ellenállást biztosított nekik. Hátráltatta a kórokozók behurcolását az is, hogy nem voltak nagyobb kereskedelmi utak, nem voltak tengeri kikötők sem.
1271-ben és 1282-ben, 1351-ben, majd 1456–1457-ben, 1508-ban és az utána következő években is felütötte fejét a pestis ezen a tájon. 1575-ben hunyt el Huszár Gál Pápán pestisjárványban. 1663-ban Kozmán pusztított. A pestis általában háborús időszakot követő éhinség során bukkant fel, ami újabb éhinséget és zavargásokat is okozhatott.
A Rákóczi-szabadságharc utolsó éveiben, 1708-tól hatalmas pestisjárvány pusztított. Becslések szerint az egész szabadságharcban 80 ezer ember halt meg, a járványban 410 ezer. Ekkor tizedelődött meg a bányavárosok és a Szepesség népe, s települtek az elhaltak helyére a szlávok. A járványok a 18. század első felében is gyakoriak voltak. Megszűnésükre hálából emelt barokk Mária emlékoszlopok emlékeztetnek. Az utolsó nagyobb pestisjárvány hazánkban 1738-ban volt.

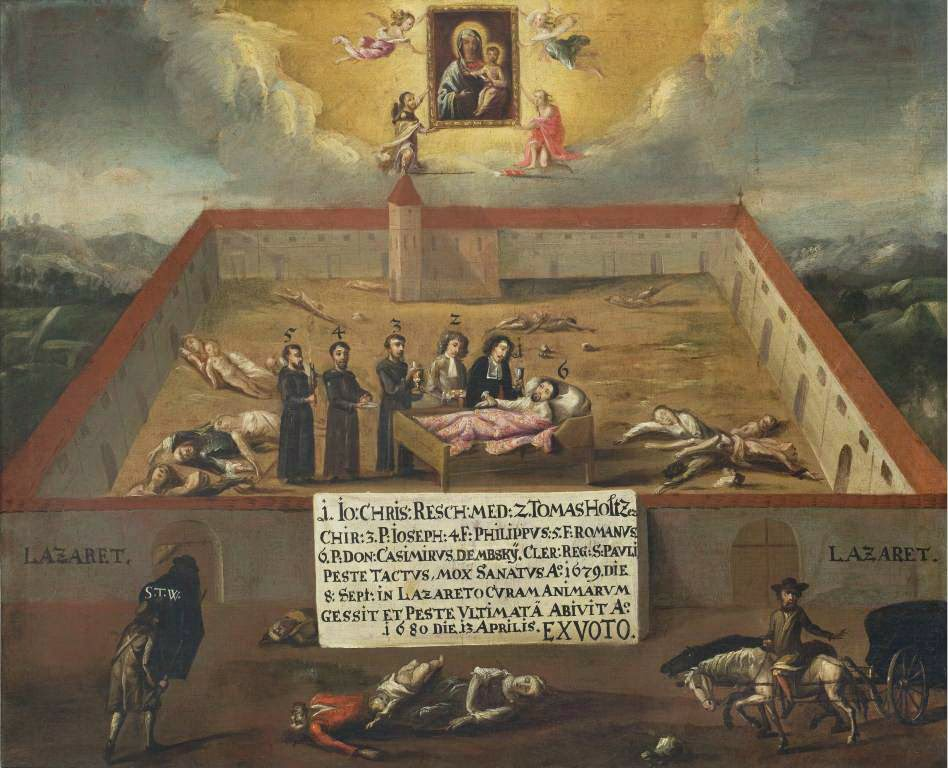
Pestis lazarett Bécsben, az 1709. november 23-án kelt királyi rendelet hosszú sorát közli azoknak a városoknak, ahol veszteglőintézetek és lazarettek állítandók fel.

### Kutatása
A betegség kutatása az 1890-es indokínai járvánnyal kezdődött. Alexandre Yersin izolálta a bacilust, és bebizonyította, hogy ez okozza a pestist. Ezzel egyidejűleg a francia Paul-Louis Simond Indiában felfedezte, hogy a házi patkányon élő keleti patkánybolhák hozzájárulnak a betegség terjedéséhez. Ez a pestis mint egységes betegség elismeréséhez vezetett. A terjedésmód felfedezése Indiában kialakította a pestis modern szemléletmódját. Eleinte úgy vélték, hogy a házi patkány és a keleti patkánybolha a pestis kizárólagos közvetítői, de később a kutatások bebizonyították, hogy számos más rágcsáló és bolhafaj is szerepet játszik a járványok kialakulásában. A kolóniákban mutatkozó megnövekedett halandóság és a járványok kapcsolata a betegség terjedési útvonalainak feltérképezéséhez vezetett. Hallgatólagosan feltételezték, hogy ezt csak a pestis okozhatja, és hogy a középkori és az indiai pestis ugyanaz a betegség volt. Ezeket a kutatásokat az 1905 után Indiába küldött angol kutatóbizottság végezte.
1897-ben az egyik kutatócsoport megállapította, hogy a pestisjárványt több helyen is megelőzte a patkányok tömeges elhullása. Az indiai alkirály által megbízott kutatócsoportok egyike 1910-ben azt jelentette, hogy a pestisjárvány a patkányok pestisétől függ. Más gazdaállatokra nem utalt semmi jel. Eredményeik szerint csak a bubópestis jelentkezik járványszerűen.
Ezekből a kutatásokból tudjuk, hogy a pestist bolhák terjesztik, és nem terjed emberről emberre, kivéve a tüdőpestist. A kórházban a betegek nem fertőzték meg az ápolókat, de akik a betegek otthonában maradtak, azok előbb-utóbb szintén pestisesek lettek. A tengerimalacokon és majmokon végzett kísérletek is megerősítették ezt. Bolhák híján sem a ruhák, sem a takarók, sem a talaj nem volt fertőző. Mivel a pestisbaktériumok nem sokáig képesek gazda nélkül életben maradni, ezért a pestist behurcolhatták a vidéki városokba. A pestis túlélését a nagyvárosi patkánypopulációk biztosítják. Mivel a patkányok nem tesznek meg hosszú utat, ezért a kutatók arra a következtetésre jutottak, hogy a pestis a kereskedelem révén terjedt az addig pestismentes övezetekbe.

### A pestis ma
A pestist mindmáig nem sikerült legyőzni. A WHO 1978 és 1992 között 1451 halálesetről számolt be 21 országban. Az Amerikai Egyesült Államokban 13 fertőzés és két haláleset történt 1992-ben.
A legutóbbi nagyobb pestisjárvány 1994-ben volt az indiai Szúratban. A WHO 6344 gyanús, 234 bizonyított fertőzésről és 56 halottról tud. A járványt egy gyenge virulenciájú új törzs okozta.
2003-ban Algériában tört ki járvány.
2005-ben a tüdőpestis a Kongói Demokratikus Köztársaság északnyugati részéről indult ki. Az Orvosok Határok Nélkülnek sikerült megállítania a továbbterjedést. A WHO szerint 61-en haltak meg. 2006. június 14-én 100 halottról számoltak be. A leginkább érintett régió Ituri tartomány volt, akár évi 1000 megbetegedéssel, beleszámítva a tüdő- és a bubópestist is.
Madagaszkáron évente átlagosan körülbelül 400 pestises esetet jelentenek, de 2017. augusztus 1-je és november 22-e között 2348 fő kapta el a kórt, s ebből 202-en meghaltak a WHO jelentése szerint.
Ugyanebben az évben Ugandában is megjelent. 12-en betegedtek meg, és hárman meg is haltak.
Az Amerikai Egyesült Államok délnyugati részén is újra és újra visszatér. Itt a prérikutyákon él. Ha a macskák elfogják a beteg prérikutyákat, akkor 10%-uk elkapja a tüdőpestist is, és innen terjed tovább a betegség. Évente tíz-húsz pestisfertőzés történik. Nils Christian Stenseht oslói biológus ezt az éghajlatváltozásra vezeti vissza.
2009-ben a tibeti Qinghaiban tizenegyen szenvedtek tüdőpestises fertőzést, egyikük meg is halt.
2019 novemberében diagnosztizáltak tüdőpestissel két mongol földművest Kínában, Pekingben.

### Biológiai fegyver
A pestist a WHO a tizenkét legveszélyesebb biológiai fegyver közé sorolja. Ide tartozik rajta kívül a tularémia, a lépfene éppúgy, mint az ebola, a fekete himlő és a Marburg-vírus.
A pestist először a tatárok vetették be Kaffában, 1346-ban. A kán pestisben meghalt katonák holttestét dobatta be az ostromlottak közé, akik Itáliába menekültek a pestis elől.
A második világháborúban a japánok az egyik mandzsúriai fogolytáborban pestissel fertőzött bolhákkal töltöttek meg fegyvereket, ezek bevetése helyi járványokat okozott. A háború után a japánok lerombolták a gyárakat, amelyekből előjöttek a patkányok, és járványt okoztak Hejlungcsiang és Csilin tartományokban. 20 ezernél többen haltak meg.
A hidegháború idején a Direktórium-15 szovjet tudósai foglalkoztak a pestissel. Alibek, a biológiai fegyverek szakértője szerint az 1980-as évek végére sikerült a pestist rezisztenssé tenni és por alakban tárolni.

## A szó egyéb előfordulásai
- Sólyomkőpestes település román neve
- Albert Camus egyik regényének a címe (La Peste, 1947 – A pestis)
- Daniel Defoe egyik regényének magyar címe (A Journal of the Plague Year (1722) – A londoni pestis (1967))

## Fordítás
- Ez a szócikk részben vagy egészben  a   Pest című német Wikipédia-szócikk fordításán alapul.  Az eredeti cikk szerkesztőit annak laptörténete sorolja fel. Ez a jelzés csupán a megfogalmazás eredetét és a szerzői jogokat jelzi, nem szolgál a cikkben szereplő információk forrásmegjelöléseként.

## Külső hivatkozások
- History of Epidemics and Plagues Archiválva 2006. szeptember 9-i dátummal a Wayback Machine-ben
- Az SG.hu híre
- Mégsem a patkányok felelősek a legpusztítóbb járványokért
- Török Enikő: „az infektus egészségessel ne konveniáljon, ne barátkozzon”: Az 1738-1743. évi magyarországi pestisjárvány elleni védekezés térképei
- Járványveszély? Elfelejtett betegségek. kolera, pestis, torokgyík; szerk. Zsigovits Edit; Kossuth, Bp., 1994
- Démoni ragály: a pestis. Kiállításvezető. Semmelweis Orvostörténeti Múzeum, 2007. október 30–2008. szeptember 3.; szerk., kiállításrend. Horányi Ildikó és Magyar László András; Semmelweis Orvostörténeti Múzeum, Könyvtár és Levéltár, Bp., 2007
- Vekerdi László: Magyarországi és erdélyi pestisjárványok a XVIII. században. Járványtörténeti bibliográfiai függelékkel; sajtó alá rend. Gazda István; MATI–Magyar Orvostörténeti Társaság, Piliscsaba–Bp., 2009 (Magyar tudománytörténeti szemle könyvtára)